# ريان فيليبس (لاعب كرة قدم أمريكية)
ريان فيليبس (بالإنجليزية: Ryan Phillips)‏ هو لاعب كرة قدم أمريكية أمريكي، ولد في 7 فبراير 1974 في رينتون في الولايات المتحدة.

## وصلات خارجية
- ريان فيليبس على موقع مرجع كرة القدم المحترفة.كوم (الإنجليزية)